# Madame Pylinska et le Secret de Chopin
 (février 2024).
 (novembre 2022).
Il peut être nécessaire de l'améliorer pour respecter le principe de neutralité de point de vue. 

Madame Pylinska et le Secret de Chopin est un récit d'Éric-Emmanuel Schmitt, paru en 2018 qui relate la relation entre un jeune homme de vingt ans qui veut apprendre le piano et Madame Pylinska, professeure polonaise et extravagante. Ce récit constitue le septième volume du Cycle de l'invisible d’Éric-Emmanuel Schmitt, cycle composée d’histoires que se lisent indépendamment les unes des autres.

## Résumé
Le jour de ses neuf ans, bouleversé en entendant sa tante jouer du Chopin, Éric-Emmanuel décide d’apprendre le piano. Interpréter Bach, Mozart, Debussy lui pose peu de problèmes, mais Chopin lui demeure inaccessible : il fait des notes  mais ne retrouve pas la lumière, l’onctuosité, la palpitation affective de cet univers musical. À vingt ans, étudiant en philosophie à l’École normale supérieure, le jeune parisien prend des cours de piano avec une professeure polonaise, Madame Pylinska. Intransigeante et excentrique, vivant avec trois chats qu’elle a baptisés Rubinstein, Horowitz et Alfred Cortot, elle a de bien étranges manières d’enseigner. Ces leçons de piano, comiques et cosmiques, deviennent l’apprentissage de la vie et de l’amour. Un homme neuf, sensible, moins cérébral, relié à la nature et aux autres, va naître.

## Adaptation théâtrale
Une adaptation théâtrale a été créée au Théâtre national de Nice  en 2018 interprété par Éric-Emmanuel Schmitt accompagné au piano par Nicolas Stavy dans une mise en scène de Pascal Faber. Reprise en septembre 2019 et en septembre 2020 à Paris au théâtre Rive Gauche. Festival Off d'Avignon, Théâtre du Chêne Noir en 2021. Puis tournée en France, Suisse, Belgique.

## Éditions
Édition imprimée originale
- Éric-Emmanuel Schmitt, Madame Pylinska et le Secret de Chopin, Paris, éd. Albin Michel, 28 mars 2018, 118 p., 13 cm × 20 cm (ISBN 978-2-226-43573-6).

Livre audio
- Éric-Emmanuel Schmitt, Madame Pylinska et le Secret de Chopin, Paris, Audiolib, 4 juillet 2018 (ISBN 978-2-36762-741-0). Texte intégral ; narrateur : Éric-Emmanuel Schmitt ; support : 2 disques compacts audio MP3 ; durée : 2 h 22 min environ.

## Traductions
Le récit a été traduit en bulgare, polonais et russe.